# بلدة مونرو تشارتر (ميشيغان)
مونرو تشارتر (بالإنجليزية: Monroe Charter Township, Michigan)‏ هي بلدة تقع بولاية ميشيغان في الولايات المتحدة. تبلغ مساحتها 47.8 (كم²)، وترتفع عن سطح البحر 182 م، بلغ عدد سكانها 13491 نسمة في عام تعداد الولايات المتحدة 2000 حسب إحصاء مكتب تعداد الولايات المتحدة وتصل الكثافة السكانية فيها 300 نسمة/كم2.

## وصلات خارجية
- - The US50 - Cities and Towns in Michigan State
- Michigan Cities and Towns, Facts, Map, Flag, Colleges, Government, and More